# Маймор
Маймор — село в Юрьев-Польском районе Владимирской области России, входит в состав Симского сельского поселения.

## География
Село расположено в 16 км на запад от центра поселения села Сима и в 34 км на северо-запад от райцентра города Юрьев-Польский.

## История
В книгах патриаршего казенного приказа 1646 года Маймор значится государевой дворцовой деревней, приходом принадлежавшей к селу Глотову. Во второй половине XVIII века церковь в Майморе уже существовала и при ней был самостоятельный приход. В 1833 году вместо ветхой деревянной церкви на средства прихожан была построена каменная церковь с колокольней. Престолов в церкви было три: в холодной — в честь Покрова Пресвятой Богордицы и в теплой трапезе: во имя святых апостолов Петра и Павла и во имя святых мучеников Флора и Лавра. В 1893 году приход состоял из: села Маймор и деревни Кокорякино. Всех дворов в приходе 67, мужчин — 218, женщин — 264. С 1877 года в селе существовала церковно-приходская школа, помещавшаяся в доме священника. В годы Советской Власти церковь была полностью разрушена.
В конце XIX — начале XX века село входило в состав Симской волости Юрьевского уезда.
С 1929 года село входило в состав Стряпковского сельсовета Юрьев-Польского района, с 1965 года — в составе Матвейщевского сельсовета.

## Население
| 1859 |
| ---- |
| 158  |

| 1859 | 1905 | 2002 | 2010 | 2021 |
| ---- | ---- | ---- | ---- | ---- |
| 158  | ↗264 | ↘12  | ↘3   | ↘0   |